# 우주론적 신학
우주론적 신학 (cosmotheology)이라는 용어는 존재론적 신학과 함께 사용되는 것으로, 초월적 신학과 구별하기 위하여 이마누엘 칸트에 의해서 만들어졌다.

칸트는 존재론적 신학과 우주론적 신학의 관계를 다음과 같이 정의했다.
"초월적 신학은 경험에 속한 세계에 대한 더 가까운 언급 없이, 일반적인 경험으로부터 최고 존재가 존재하는 것을 추론하는 것을 목표로 한다. 이 경우 그것을 우주론적 신학이라고 부른다. 또한 그것은 그러한 존재가 있다라는 것을 인식하려고 한다. 그러나 단순한 개념을 통하여 경험의 도움 없는 것을 존재론적 신학이라고 합니다."

## 참고 및 참조
1. ↑  Thomson, Iain Donald (2005). 《Heidegger on Ontotheology. Technology and the Politics of Education》. Cambridge University Press. 7쪽. ISBN 0521851157.
2. ↑  Kant, Immanuel, Critique of Pure Reason, Section VII: Critique of all Theology based upon Speculative Principles of Reason.

## 같이 보기
- 초월적 신학
- 존재론적 신학